# 法拉斯
在托爾金（J. R. R. Tolkien）的小說裡，法拉斯 Falas （海岸）是貝爾蘭（Beleriand）西岸的一個地區，位於內佛瑞斯特（Nevrast）以南。貝松河（Brithon）和內恩寧河（Nenning）經法拉斯流入大海。瑟丹（Círdan）率領的辛達族（Sindar）精靈居住在法拉斯，建造了貝松巴（Brithombar）及伊葛拉瑞斯特（Eglarest）兩個港口。第一紀元65年，納國斯隆德（Nargothrond）的統治者芬羅德·費拉剛 （Finrod Felagund）在兩個港口間的山岬建造寧瑞斯塔 Barad Nimras（白角要塞），以防備魔苟斯（Morgoth）的海路攻擊。
法拉斯與第一紀元的事件也有關係。貝爾蘭的第一次會戰（First Battle of Beleriand），魔苟斯的軍隊越過法拉斯，包圍兩個港口，但為了參與另一場戰役而撤圍。第一紀元473年，法拉斯的港口終被摧毀，瑟丹的人民逃到西瑞安河口（Mouths of Sirion）及巴拉爾島（Isle of Balar）。